# Liste der Biografien/Muller, S
Liste der Biografien |
Portal Biografien |
S Personensuche
# |
A |
B |
C |
D |
E |
F |
G |
H |
I |
J |
K |
L |
M |
N |
O |
P |
Q |
R |
S |
T |
U |
V |
W |
X |
Y |
Z |
?
 
Ma |
Mb |
Mc |
Md |
Me |
Mf |
Mg |
Mh |
Mi |
Mj |
Mk |
Ml |
Mm |
Mn |
Mo |
Mp |
Mq |
Mr |
Ms |
Mt |
Mu |
Mv |
Mw |
Mx |
My |
Mz
 
Mua |
Mub |
Muc |
Mud |
Mue |
Muf |
Mug |
Muh |
Mui |
Muj |
Muk |
Mul |
Mum |
Mun |
Muo |
Mup |
Muq |
Mur |
Mus |
Mut |
Muu |
Muv |
Muw |
Mux |
Muy |
Muz
 
Mula |
Mulb |
Mulc |
Muld |
Mule |
Mulf |
Mulg |
Mulh |
Muli |
Mulj |
Mulk |
Mull |
Mulm |
Muln |
Mulo |
Mulr |
Muls |
Mult |
Mulu |
Mulv |
Mulw |
Muly |
Mulz
 
Mulla |
Mulle |
Mullg |
Mullh |
Mulli |
Mulln |
Mullo |
Mullr |
Mully
 
Mulled |
Mullei |
Mullej |
Mullem |
Mullen |
Muller |
Mulles |
Mulley
 
Muller, A |
Muller, B |
Muller, C |
Muller, D |
Muller, E |
Muller, F |
Muller, G |
Muller, H |
Muller, I |
Muller, J |
Muller, K |
Muller, L |
Muller, M |
Muller, N |
Muller, O |
Muller, P |
Muller, Q |
Muller, R |
Muller, S |
Muller, T |
Muller, U |
Muller, V |
Muller, W |
Muller, X |
Muller, Y |
Muller, Z |
Mullera |
Mullerb |
Mullerh |
Mullerl |
Mullerp |
Mullers |
Mullerw |
Mullery
Die Liste der Biografien führt alle Personen auf, die in der deutschsprachigen Wikipedia einen Artikel haben. Dieses ist eine Teilliste mit 105 Einträgen von Personen, deren Namen mit den Buchstaben „Muller, S“ beginnt.

## Muller, S

### Muller, Sa
- Müller, Sabina (* 1968), deutsche Politikerin (SPD), Bürgermeisterin von Fröndenberg/Ruhr
- Müller, Sabine (* 1972), deutsche Althistorikerin
- Müller, Sabrina (* 1980), Schweizer Theologin
- Müller, Sabrina (* 1993), österreichische Volleyballspielerin
- Muller, Sali (* 1981), luxemburgische Konzeptkünstlerin
- Muller, Salo (* 1936), niederländischer Autor, Physiotherapeut und Überlebender des Holocaust
- Müller, Salomon (1804–1863), deutscher Naturforscher und Zoologe
- Muller, Samuel (1785–1875), niederländisch-deutscher Theologe
- Müller, Samuel Gottlieb (1802–1880), deutscher Jurist und Politiker
- Müller, Sanderad (1748–1819), deutscher Naturforscher, Bibliothekar und Benediktiner
- Müller, Sandro R. (1955–2024), deutscher Organist
- Müller, Sarah Elena (* 1990), schweizerische multimediale Autorin, Künstlerin und Musikerin
- Müller, Sascha (* 1970), deutscher Politiker (Bündnis 90/Die Grünen)

### Muller, Se
- Müller, Sebastian (1584–1644), römisch-katholischer deutscher Geistlicher
- Müller, Sebastian (* 1979), deutscher Sänger, Sprecher, Fernseh- und RadiomoderatorSebastian Müller (* 1979)

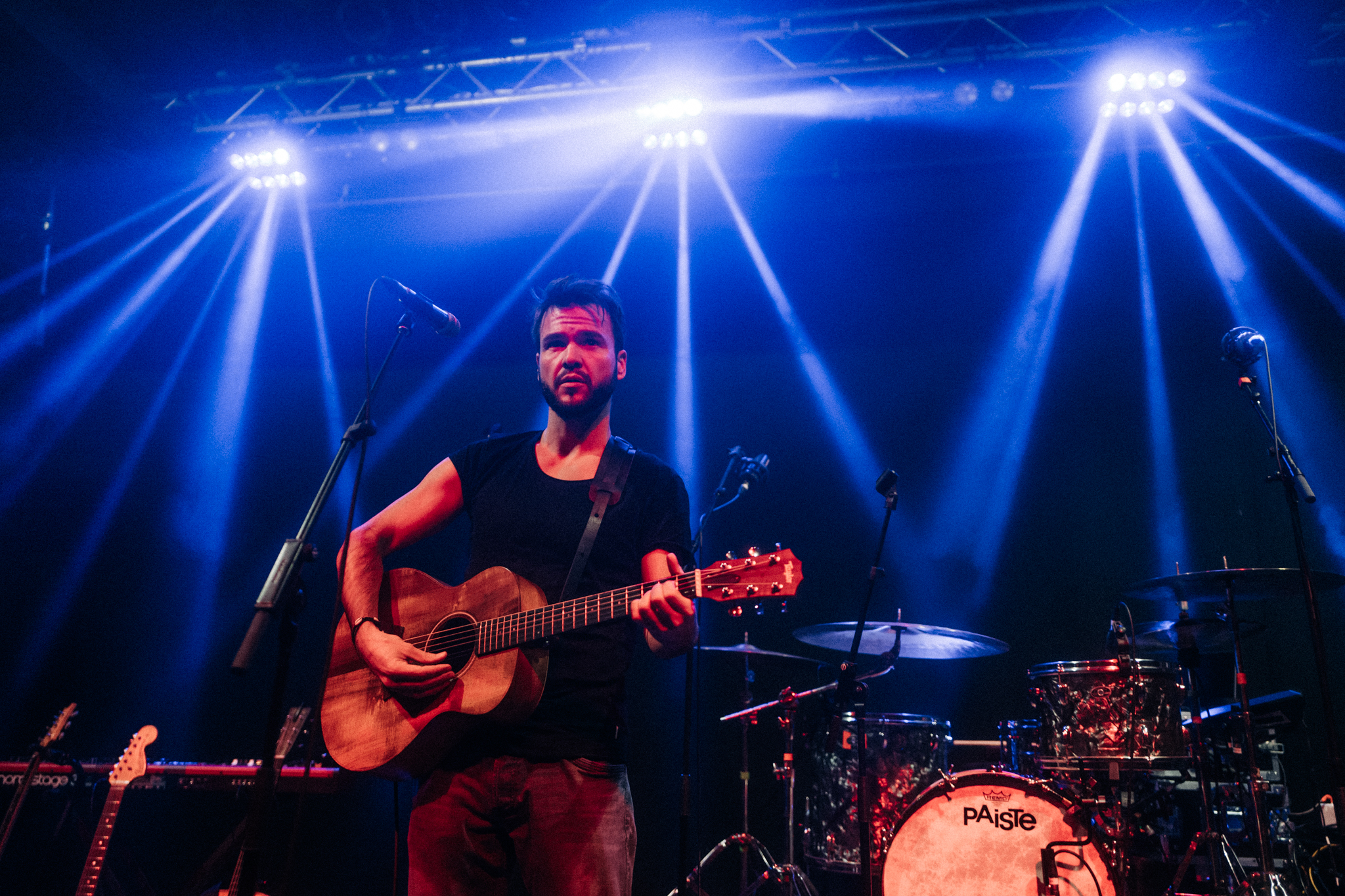
Sebastian Müller (* 1979)

- Müller, Sebastian (* 1980), deutscher Fusion- und Jazzmusiker (Gitarre, Komposition)
- Müller, Sebastian (* 1988), deutscher Politiker (CDU), MdL
- Müller, Sebastian (* 2001), deutscher Fußballspieler
- Müller, Selina Shirin (* 1993), deutsche Popsängerin
- Müller, Sepp (* 1989), deutscher Politiker (CDU), MdBSepp Müller (* 1989)

Sepp Müller (* 1989)

- Müller, Serge (* 2000), Schweizer Fussballspieler
- Müller, Severin (1942–2023), deutscher Philosoph

### Muller, Si
- Müller, Siegfried (1900–1942), deutscher Jurist, Amtshauptmann und Landrat
- Müller, Siegfried (1920–1983), deutscher Söldner
- Müller, Siegfried (1923–2014), österreichischer Journalist und Autor
- Müller, Siegfried (* 1935), deutscher Politiker (SPD), Gewerkschafter
- Müller, Siegfried (1935–2024), deutscher Prediger, Sohn des Gründers der Freikirchlichen Gemeinde Missionswerk Karlsruhe
- Müller, Siegfried (1940–2017), deutscher Erziehungswissenschaftler und Hochschullehrer
- Müller, Siegfried (1942–2009), deutscher Fußballspieler
- Müller, Siegfried (* 1950), deutscher Kunst- und Kulturwissenhistoriker, Herausgeber und Kurator
- Müller, Siegfried (* 1955), deutscher Kommunalpolitiker
- Müller, Siegfried junior (* 1956), deutscher Autorennfahrer
- Müller, Siegfried senior (* 1931), deutscher Autorennfahrer
- Müller, Siegmund Friedrich (1810–1899), Politiker Freie Stadt Frankfurt
- Muller, Siemon (1900–1970), US-amerikanischer Paläontologe
- Müller, Sigfrid Walther (1905–1946), deutscher Komponist
- Müller, Sigrid, deutsche Handballspielerin
- Müller, Sigrid (* 1964), deutsche Moraltheologin und Hochschullehrerin
- Müller, Sigurd (1844–1918), dänischer Autor, Kunst- und Literaturhistoriker
- Müller, Silke (* 1978), deutsche Hockeyspielerin
- Müller, Silvia (* 1965), deutsches Opfer sexueller Gewalt
- Müller, Simon (* 1976), Schweizer Berufsoffizier
- Müller, Simon (* 1994), Schweizer Unihockeyspieler
- Müller, Simone (* 1990), deutsche Theater- und Filmschauspielerin
- Müller, Simone M. (* 1982), deutsche Historikerin
- Müller, Sina (* 1977), deutsche Schriftstellerin

### Muller, So
- Müller, Solveig (* 1942), deutsche Schauspielerin
- Müller, Sonja (* 1923), deutsche Pädagogin und Funktionärin (SED)
- Müller, Sophie (1803–1830), deutsche Schauspielerin
- Muller, Sophie (* 1962), britische Musikvideo-Regisseurin
- Müller, Sophus (1846–1934), dänischer Prähistoriker
- Müller, Sørin Emil (1856–1922), färöischer Kaufmann, Reeder und Politiker

### Muller, St
- Müller, Stanislaw (* 1964), russischer Pädagoge, Psychologe und Publizist
- Müller, Stefan (* 1962), deutscher Polizist, Polizeipräsident des Polizeipräsidiums Frankfurt am Main
- Müller, Stefan (* 1962), deutscher Mathematiker
- Müller, Stefan (* 1966), deutscher Betriebswirt
- Müller, Stefan (* 1966), deutscher Politologe und Archivar
- Müller, Stefan (* 1966), deutscher römisch-katholischer Priester
- Müller, Stefan (* 1968), deutscher Sprachwissenschaftler
- Müller, Stefan (* 1971), deutscher Künstler, Maler
- Müller, Stefan (* 1974), deutscher Fußballspieler
- Müller, Stefan (* 1975), deutscher Politiker (CSU), MdBStefan Müller (* 1975)

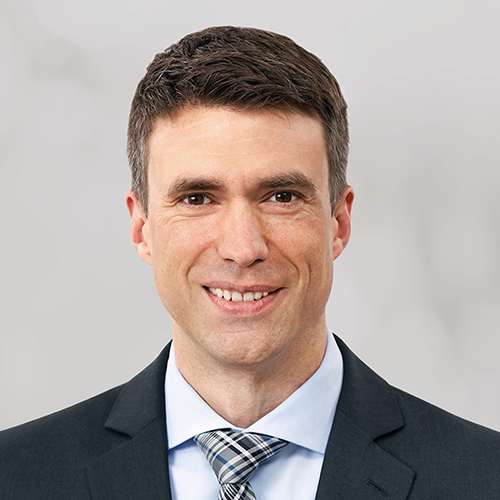
Stefan Müller (* 1975)

- Müller, Stefan (* 1977), deutscher Politiker (FDP), MdL
- Müller, Stefan (* 1979), Schweizer Leichtathlet
- Müller, Stefan (* 1988), deutscher Fußballspieler
- Müller, Stefan (* 1990), deutscher Fußballspieler
- Müller, Stefan C. (* 1952), deutscher Urologe und Hochschullehrer
- Müller, Stefan Martin (* 1961), deutscher Kabarettist und Schauspieler
- Müller, Stefan P. (* 1978), Schweizer Politiker (SVP) und Nidwaldner Landrat
- Müller, Stefan Valentin (* 1962), deutscher Schriftsteller und Tierarzt
- Müller, Stefan von (1877–1938), österreichischer Jurist, Politikwissenschaftler und Journalist jüdischer Abstammung
- Müller, Stefanie (* 1976), deutsche Badmintonspielerin
- Müller, Stefanie (* 1992), Schweizer Snowboarderin
- Müller, Steffen (* 1978), deutscher Wirtschaftswissenschaftler
- Müller, Steffen (* 1993), deutscher Eishockeytorwart
- Müller, Stephan (1930–1997), Schweizer Geophysiker und Hochschullehrer
- Müller, Stephan (* 1951), Schweizer Theater- und Opernregisseur
- Müller, Stephan (* 1964), deutscher Politiker (CDU, Partei Rechtsstaatlicher Offensive), MdHB
- Müller, Stephan (* 1967), deutscher Germanist
- Müller, Stephan (* 1971), deutscher Maler und Bildhauer
- Müller, Stephan (* 1985), deutscher Volleyballschiedsrichter
- Müller, Stephan E. (* 1950), deutscher römisch-katholischer Priester, Moraltheologe und Ethiker
- Müller, Stephan Wilhelm (* 1981), deutscher Schauspieler
- Müller, Stephanie (* 1979), deutsche Künstlerin und Musikerin
- Müller, Stephanie (* 1985), deutsche Biathletin
- Müller, Steve (* 1985), deutscher Fußballspieler
- Muller, Steven (1927–2013), US-amerikanischer Jurist und Schauspieler
- Müller, Steven (* 1990), deutscher Leichtathlet

### Muller, Su
- Müller, Susann (* 1988), deutsche Handballspielerin und -trainerin
- Müller, Susanne, deutsche Schwimmerin
- Müller, Susanne (* 1958), deutsche Regisseurin und Filmproduzentin
- Müller, Susanne (* 1964), Schweizer Jazzmusikerin (Saxophone, Gitarre)
- Müller, Susanne (* 1972), deutsche Hockeyspielerin
- Müller, Susanne (* 1973), deutsche Schulleiterin und Politikerin (SPD), MdL Rheinland-Pfalz
- Müller, Susi (* 1963), deutsche Moderatorin und Sprecherin

### Muller, Sv
- Müller, Sven (* 1980), deutscher Fußballspieler
- Müller, Sven (* 1992), deutscher Automobilrennfahrer
- Müller, Sven (* 1996), deutscher Fußballtorwart
- Müller, Sven Oliver (* 1968), deutscher Historiker
- Müller, Sven von (1893–1964), deutscher Journalist und Schriftsteller
- Müller, Sven-David (* 1969), deutscher Fernsehmoderator, Buchautor, Diätassistent und Diabetesberater
- Müller, Sven-Oliver (* 1966), deutscher Autor, Filmproduzent und Showrunner
- Müller, Svenja (* 2001), deutsche BeachvolleyballspielerinSvenja Müller (* 2001)

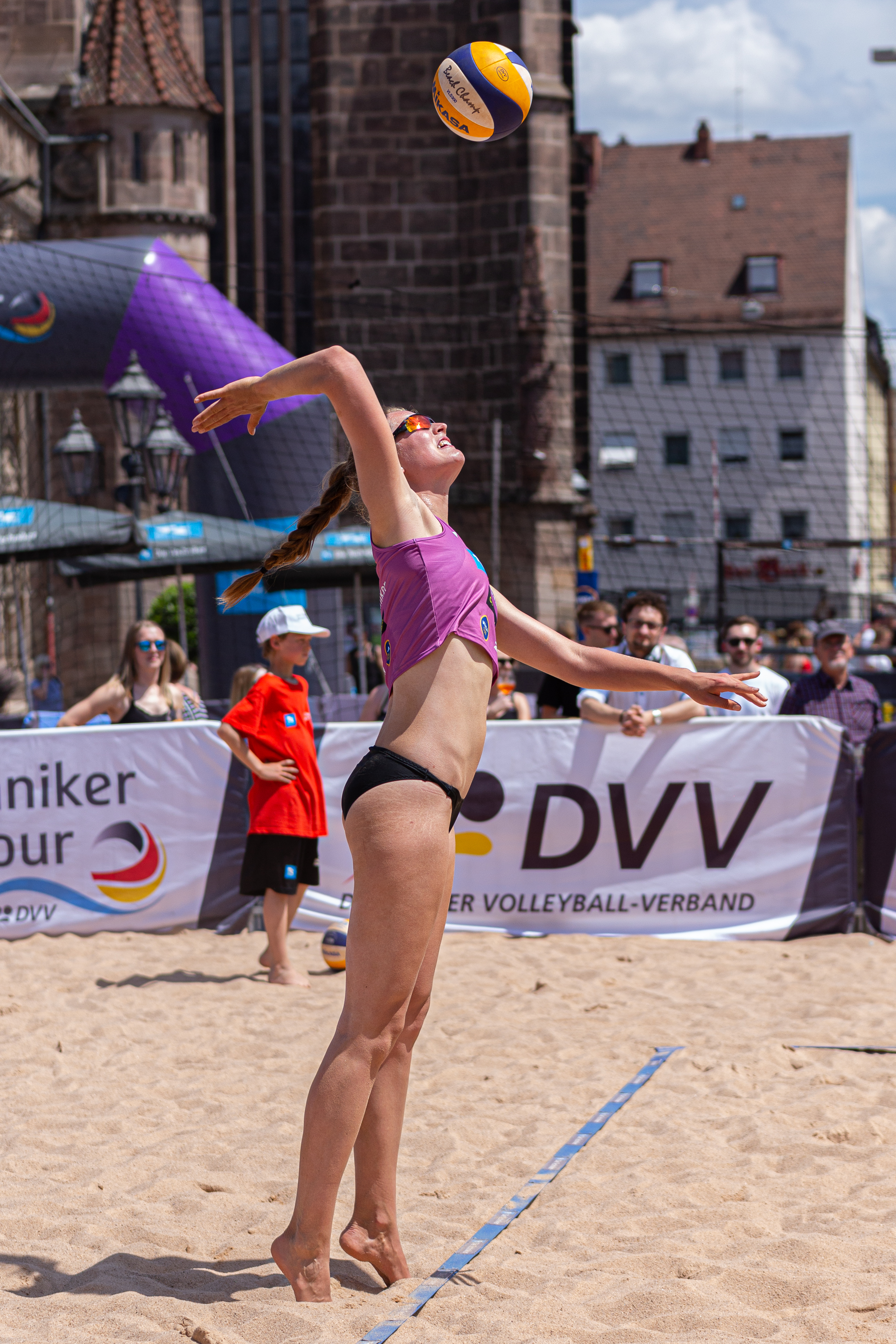
Svenja Müller (* 2001)

### Muller, Sy
- Muller, Sylviane (* 1952), französische Immunologin und Hochschullehrerin
- Müller, Sylvie (* 1991), deutsche Leichtathletin